# Raphaël Collignon
Raphaël Collignon (Rochester, 13 de enero de 2002) es un tenista profesional estadounidense nacionalizado belga. Actualmente ocupa el puesto número 85 del ranking ATP en individuales. Su mejor posición en esta categoría fue el puesto 81, alcanzado el 21 de abril de 2025. En dobles, su mejor ranking ha sido el número 435, logrado el 31 de marzo de 2025. En la actualidad, es el número 3 de Bélgica. 
Collignon ha ganado tres títulos individuales en el ATP Challenger Tour.

## Carrera

### 2022: Cuatro títulos ITF
En 2022 ganó cuatro finales de eventos ITF.  Esto incluyó el Abierto de Marburgo, que ganó contra Yshai Oliel en 2022 sin perder un set. 

### 2023: Final del primer Challenger, top 250
En abril del 2023, llegó a la final del Challenger de Roseto degli Abruzzi, donde perdió 4-6, 7-5, 7-6 ante Filip Misolic. Este resultado le permitió alcanzar el puesto más alto de su carrera entre los 210 mejores, además de conseguir un lugar en el evento de clasificación para un Grand Slam por primera vez en el Torneo de Roland Garros 2023.

### 2024: Primer título Challenger, debut en la ATP y el top 125
En 2024, Collignon ganó su primer título Challenger en el Platzmann Open 2024 en Lüdenscheid, Alemania, derrotando a Botic van de Zandschulp en la final.
Recibió una wildcard para el Abierto Europeo de 2024 en Amberes, haciendo su debut en la ATP, pero perdió en la primera ronda ante Márton Fucsovics. 
Después de su segundo título Challenger en el All In Open 2024 en Lyon, Francia, terminó la temporada clasificado dentro del top 125 en el ranking de individuales en el puesto n.°122 el 18 de noviembre de 2024. 

### 2025: Tercer título Challenger, top 100, primera victoria ATP
Tras su tercer título Challenger en el Teréga Open Pau–Pyrénées 2025 en Pau, Collignon alcanzó el top 100 en el ranking de individuales en el puesto número 98 del mundo el 24 de febrero de 2025. 
En el Gran Premio Hassan II de 2025 en Marrakech, Marruecos, Collignon derrotó al exjugador top 10 Fabio Fognini para registrar su primera victoria en el ATP Tour. 

## Títulos ATP Challenger (4; 4+0)

### Individuales (4)
| N.° | Fecha                   | Torneo      | Superficie    | Oponente en la final    | Resultado     |
| --- | ----------------------- | ----------- | ------------- | ----------------------- | ------------- |
| 1.  | 4 de agosto de 2024     | Lüdenscheid | Tierra batida | Botic van de Zandschulp | 3-6, 6-4, 6-3 |
| 2.  | 16 de noviembre de 2024 | Lyon-2      | Dura (i)      | Calvin Hemery           | 6-4, 6-2      |
| 3.  | 23 de febrero de 2025   | Pau         | Dura (i)      | Patrick Zahraj          | 6-2, 6-4      |
| 4.  | 13 de abril de 2025     | Monza       | Tierra batida | Vitaliy Sachko          | 6-3, 7-5      |